# Shaun Evans
Shaun Evans, född 6 mars 1980 i Liverpool, är en brittisk skådespelare.
Evans har bland annat medverkat i TV-serierna Vigil och Unge kommissarie Morse där han spelar huvudrollen som Endeavour Morse. Han har även medverkat i filmen Being Julia.

## Filmografi (i urval)
- 2004 – Being Julia
- 2012–2023 – Unge kommissarie Morse (TV-serie)
- 2021 – Vigil (TV-serie)